# D. H. Lawrence
David Herbert Richards Lawrence (Eastwood, Inglaterra; 11 de septiembre de 1885-Vence, Francia; 2 de marzo de 1930) fue un escritor inglés, autor de novelas, cuentos, poemas, obras de teatro, ensayos, libros de viaje, pinturas, traducciones, y críticas literarias.
Su literatura expone una extensa reflexión acerca de los efectos deshumanizadores de la modernidad y la industrialización, y aborda cuestiones relacionadas con la salud emocional, la vitalidad, la espontaneidad, la sexualidad humana y el instinto. Las opiniones de Lawrence sobre todos estos asuntos le causaron múltiples problemas personales: además de una orden de persecución oficial, su obra fue objeto en varias ocasiones de censura; por otra parte, la interpretación sesgada de aquella a lo largo de la segunda mitad de su vida fue una constante. Como consecuencia de ello, hubo de pasar la mayor parte de su vida en un exilio voluntario, que él mismo llamó «peregrinación salvaje».
Aunque en el momento de su muerte su imagen ante la opinión pública era la de un pornógrafo que había desperdiciado su considerable talento, E. M. Forster, en un obituario, defendió su reputación al describirlo como «el novelista imaginativo más grande de nuestra generación». Más adelante, Frank Raymond Leavis, un crítico de Cambridge de notoria influencia, resaltó tanto su integridad artística como su seriedad moral, lo que situó a buena parte de su ficción dentro de la «gran tradición» canónica de la novela en Inglaterra. Con el tiempo, la imagen de Lawrence se ha afianzado como la de un pensador visionario y un gran representante del modernismo en el marco de la literatura inglesa, pese a que algunas críticas feministas deploran su actitud hacia las mujeres, así como la visión de la sexualidad que se percibe en sus obras.

## Biografía

### Infancia
Lawrence era el cuarto hijo de Arthur John Lawrence, un minero que casi no sabía leer, y de Lydia Beardsall, que había ejercido la docencia. Pasó buena parte de sus años de formación en el pueblo minero de Eastwood, Nottinghamshire. Su lugar de nacimiento, en Victoria Street 8a, funciona hoy como un museo. Su entorno obrero y las tensiones entre sus padres le aportaron material de primera mano para muchas de sus obras. Lawrence regresó literariamente en varias ocasiones a su pueblo natal, al que llamó «el campo de mi corazón», al hacer de él el escenario para buena parte de sus obras de ficción.
El joven Lawrence asistió al Beauvale Board School —llamado en su honor hoy en día Greasley Beauvale D. H. Lawrence Infant School— de 1891 a 1898, convirtiéndose en el primer alumno local en obtener una beca por el consejo condal para estudiar en la Nottingham High School, en las proximidades de Nottingham —hay una sección de la escuela de primaria que recibe su nombre—. 
Dejó los estudios en 1901 y consiguió un empleo de tres meses como dependiente en una fábrica de aparatos quirúrgicos en Haywood, antes de que un brote de neumonía pusiera fin a este trabajo. Mientras permanecía convaleciente, solía desplazarse a la granja Haggs, el hogar de la familia Chambers, donde entabló amistad con Jessie Chambers. Un aspecto importante de esta relación con Jessie y otros adolescentes fue la pasión que todos ellos sentían por la literatura.
De 1902 a 1906, Lawrence se desempeñó como maestro en la British School de Eastwood. También dedicó la casi totalidad de su tiempo a los estudios y recibió un diploma de docencia por la Universidad de Nottingham en 1908. 
Durante estos primeros años, comenzó a trabajar en poemas, algunos relatos breves y el bosquejo de una novela, Laetitia —finalmente titulada The White Peacock (El pavo real blanco)—. 
A finales de 1907 ganó un concurso de relatos breves en el Nottingham Guardian, siendo la primera vez que se le reconoció su capacidad literaria.

### Juventud

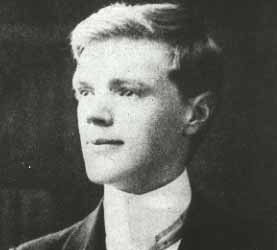
Lawrence a la edad de 21 años (1906).

En el otoño de 1908, Lawrence dejó el hogar de su juventud para trasladarse a Londres. Mientras enseñaba en el colegio de Davidson Road en Croydon, continuó escribiendo.
Algunas muestras de su primera poesía, enviadas por Jessie Chambers, llamaron la atención de Ford Madox Ford, editor del entonces influyente The English Review. El mismo Madox Ford le encargó después el cuento titulado Odour of Chrysanthemums, el cual, una vez publicado en la revista, llevó a Heinemann, un editor londinense, a pedir nuevos trabajos a Lawrence. Su carrera como autor profesional había comenzado ahora en serio, aunque aún siguió trabajando como profesor unos años más.
Su madre, Lydia, murió poco tiempo después de que hiciese las últimas correcciones de su primera novela, El pavo real blanco, que se publicaría en 1910. Su muerte, que marcó profundamente la vida de Lawrence, se debió a un cáncer. El impacto fue tan grande, que el propio autor describió los siguientes meses como su «año enfermo». Es evidente que Lawrence mantenía una relación muy cercana con su madre, por lo que la pena que sintió tras su fallecimiento supuso un giro en su vida, del mismo modo que la muerte de la Sra. Morel provoca un giro crucial en su novela autobiográfica Hijos y amantes (Sons and Lovers) , un trabajo que reúne muchos elementos de la vida provinciana del autor.
En 1911 Lawrence conoció a Edward Garnett, un editor que actuó como su mentor, le incentivó a seguir y se convirtió en un amigo valioso. A lo largo de estos meses, el joven autor revisó Paul Morel, el primer bosquejo de lo que luego sería Hijos y amantes. Asimismo, una profesora colega suya, Helen Corke, le ofreció libre acceso a sus diarios íntimos sobre una triste aventura amorosa, que sirvió de fundamento para El intruso, su segunda novela. 
Tras recuperarse de un segundo ataque de neumonía a finales de 1911, Lawrence decidió dejar la enseñanza para dedicarse de lleno a su actividad como escritor. También terminó una relación con Louie Burrows, una amiga de sus días en Nottingham y Eastwood a la que el mismo Lawrence propondría matrimonio.
En marzo de 1912, el autor conoció a Frieda Weekley (tras su matrimonio, Frieda Lawrence), cuyo apellido de soltera era von Richthofen, y con quien compartiría el resto de su vida. Frieda era seis años mayor que él, estaba casada y tenía tres hijos pequeños. Entonces era la esposa de un antiguo profesor de lenguas modernas de Lawrence en la Universidad de Nottingham, Ernest Weekley. De este modo, ambos comenzaron una aventura y huyeron a la casa de los padres de Frieda en Metz, que en ese entonces era una fortificación alemana próxima a la frontera disputada con Francia. Su estancia en Metz supuso el primer encuentro de Lawrence con el militarismo, cuando fue arrestado y acusado de ser un espía británico, antes de ser liberado gracias a la intervención de su futuro suegro. Tras esta experiencia, Lawrence se desplazó a una pequeña aldea al sur de Múnich, acompañado de Weekley en la que fue su «luna de miel», más tarde inmortalizada en la serie de poemas titulada ¡Mira! Hemos cruzado hasta aquí (1917).
Desde Alemania, la pareja partió rumbo al sur, hacia los Alpes, en Italia. Este trayecto fue registrado en el primero de sus libros de viaje, una colección de trabajos interrelacionados llamada Crepúsculo en Italia, y la novela inacabada, Sr. Noon. Durante su estancia en la península itálica, Lawrence completó la versión final de Hijos y amantes que, cuando se publicó en 1913, fue reconocida como un vívido retrato de la realidad de las clases obreras en el ámbito provincial. 
Tanto él como su amante, Frieda, volvieron a Inglaterra en 1913 para una breve visita. Lawrence conoció y afianzó su amistad con John Middleton Murry y la escritora de cuentos cortos neozelandesa Katherine Mansfield. Lawrence y Weekley pronto regresaron a Italia y buscaron asilo en una cabaña en Fiascherino, en el golfo de Spezia. Aquí comenzó a escribir el primer borrador de una obra de ficción, que luego se convertiría en una de sus dos novelas más reconocidas, El arco iris y Mujeres enamoradas. Finalmente, Weekley obtuvo su divorcio. La pareja optó por regresar a Inglaterra con el comienzo de la Primera Guerra Mundial, y contrajo matrimonio el 13 de julio de 1914.
La nacionalidad alemana de Weekley, así como el rechazo abierto de Lawrence por el militarismo, levantaron sospechas hacia ellos en una Inglaterra sumida en la guerra, por lo que casi tuvieron que vivir en la indigencia.
El arco iris (1915) fue censurado, tras una investigación, por su supuesta obscenidad. Más tarde, la pareja fue incluso acusada de espionaje y apoyo a los submarinos alemanes en las proximidades de la costa de Cornualles, donde vivían en Zennor. 
Durante este período, Lawrence terminó una secuela de El arco iris, titulada Mujeres enamoradas. En ella, el autor estudia los rasgos destructivos de la civilización contemporánea, a través de las relaciones evolutivas entre cuatro personajes principales, reflejados en el valor de las artes, la política, la economía, la experiencia sexual, la amistad y el matrimonio. Este libro representa una visión dura y contundente de la humanidad, que no resultó apto para su publicación durante el tiempo de la guerra pero que ulteriormente ha sido ampliamente reconocida como una novela inglesa de gran ímpetu dramático y delicadeza intelectual. 
A finales de 1917, tras un acoso constante por parte de las autoridades militares, Lawrence se vio obligado a dejar Cornualles al recibir un aviso de que se le daba un plazo de tres días para hacerlo en virtud de la ley de Defensa del Reino (Defence of Realm Act). Esta persecución fue descrita más adelante en un capítulo autobiográfico de su novela australiana Canguro, publicada en 1923. 
Pasó algunos meses a comienzos de 1918 en el pequeño pueblo rural de Hermitage, en las proximidades de Newbury. Luego, vivió alrededor de un año —de mediados de 1918 a comienzos de 1919— en Mountain Cottage, Middleton-by-Wirksworth, Derbyshire, donde compuso uno de sus relatos breves más poéticos, The Wintry Peacock. Hasta 1919 la pobreza le obligó a cambiar de domicilio en reiteradas ocasiones, y casi sucumbió a una fuerte gripe.

### Comienzos de laperegrinación salvaje
Después de la experiencia traumática de los años de guerra, Lawrence comenzó lo que él mismo llamó su «peregrinación salvaje», un tiempo de exilio voluntario. Huyó de Inglaterra en cuanto tuvo oportunidad y regresó solamente en dos ocasiones, por un breve período, por lo que pasó el resto de su vida viajando en compañía de su esposa. 
Esta peregrinación lo llevó a recorrer Australia, Italia, Sri Lanka —entonces conocida como Ceilán—, Estados Unidos, México y el sur de Francia.
Lawrence abandonó el Reino Unido en 1919 y puso rumbo al sur; primero, a la región de los Abruzos, en la Italia central, y de ahí en adelante a Capri y a la Fontana Vecchia en Taormina, Sicilia. Desde Sicilia, realizó breves excursiones a Cerdeña, Montecassino, Malta, Italia septentrional, Austria y el sur de Alemania. Muchos de estos lugares aparecen en sus obras, algunas de ellas escritas durante esta etapa, como, por ejemplo, La chica perdida —por la cual fue merecedor del Premio Memorial James Tait Black de ficción—, La vara de Aarón y el fragmento titulado Sr. Noon —la primera parte del cual publicó en la antología de Phoenix, y la obra completa en 1984, de forma póstuma—. Experimentó con novelas cortas, como La muñeca del Capitán, El zorro, y La mariquita. Asimismo, algunos de sus relatos fueron impresos en la colección Inglaterra, mi Inglaterra y otras historias. Durante estos años, escribió también una serie de poemas sobre la naturaleza que luego aparecerían en Aves, bestias y flores. 
Lawrence es reconocido como uno de los escritores de viaje más prolíficos en lengua inglesa. El mar y Cerdeña, un libro que describe un breve viaje desde Taormina en enero de 1921, es una recreación de la vida de los habitantes de esta parte del Mediterráneo. Menos conocido es su recuerdo de Mauricio Magno (Memoirs of the Foreign Legion), en el cual Lawrence cita su visita al monasterio de Monte Cassino. 
Otros libros que no pertenecen al género de ficción son dos estudios del psicoanálisis de Freud y Movements in European History, un libro de texto escolar publicado bajo pseudónimo, que reflexiona sobre su malograda reputación en Inglaterra.

### Últimos años
Durante los últimos días de febrero de 1922, Lawrence y su esposa dejaron Europa con la intención de emigrar a los Estados Unidos. Zarparon en dirección este, primero a Ceilán y después a Australia. Una breve residencia en Darlington, en el oeste australiano, que incluyó un encuentro con el escritor local Mollie Skinner, fue seguida por una corta estancia en el pequeño pueblo costero de Thirroul, Nueva Gales del Sur, durante la cual Lawrence completó Canguro, una novela sobre asuntos políticos locales que también reveló mucho sobre sus experiencias en tiempos de guerra en Cornualles. 
Los Lawrence llegaron finalmente a los Estados Unidos en septiembre de 1922. Allí conocieron a Mabel Dodge Luhan, una figura pública, y pensaron en establecer una comunidad utópica en lo que, por ese entonces, era Kiowa Ranch, cerca de Taos, Nuevo México. Adquirieron la propiedad, hoy conocida como D. H. Lawrence Ranch, en 1924, como intercambio por el manuscrito de Hijos y amantes. Estuvieron en Nuevo México durante dos años, con visitas que incluyeron el lago de Chapala y Oaxaca, en México.
Durante su permanencia en los Estados Unidos, Lawrence reescribió y publicó Studies in Classic American Literature (Estudios sobre literatura clásica estadounidense), un grupo de ensayos críticos que comenzó en 1917, y más tarde descrito por Edmund Wilson como «uno de los libros de alta calidad que jamás se han escrito sobre la materia». Estas interpretaciones, con sus perspectivas sobre el simbolismo, el trascendentalismo y la sensibilidad puritana, constituyeron un factor importante para el resurgimiento de la reputación de Herman Melville en la década de 1920. 
Asimismo, Lawrence completó varias obras de ficción, entre las que cabe incluir El chico en el arbusto, La serpiente emplumada, St Mawr, La mujer cabalgante, La princesa y un surtido de relatos breves. También tuvo tiempo para escribir algunos libros de viaje, tales como la colección de excursiones relacionadas que dio a conocer como Mañanas en México. 
Un breve viaje a Inglaterra a finales de 1923 resultó ser un fracaso y pronto regresó a Taos, convencido de que su vida como autor estaba en América. No obstante, en marzo de 1925 sufrió un grave ataque de malaria y tuberculosis mientras realizaba su tercera visita a México. Pese a que consiguió recuperarse parcialmente, el diagnóstico de su estado le obligó a volver a Europa. El avance de su enfermedad y su frágil salud limitaron su capacidad de desplazamiento durante los últimos años de su vida. 
La familia se afincó en una villa del norte de Italia, en las proximidades de Florencia. Durante este tiempo, Lawrence escribió La Virgen y el Gitano y varias versiones de El amante de Lady Chatterley (1928). Esta, su última novela de importancia, se publicó inicialmente en versiones privadas en Florencia y París e incrementó su tamaño. Lawrence respondió con firmeza a aquellos que decían sentirse ofendidos, y publicó una serie de poemas satíricos, con el título de "Pensamientos" y "Ortigas", así como un tratado sobre Pornografía y obscenidad.
La vuelta a Italia le permitió a Lawrence renovar sus viejas amistades; durante estos años se mantuvo cercano a Aldous Huxley, quien publicaría la primera colección de las epístolas de Lawrence tras su muerte, junto con una nota biográfica. Con el artista Earl Brewster, Lawrence visitó un conjunto de sitios arqueológicos locales en abril de 1927. Los ensayos resultantes que describen estas visitas a las antiguas tumbas fueron escritos y agrupados con el nombre de Sketches of Etruscan Places (Bocetos de lugares etruscos), un libro que contrapone el vívido pasado al fascismo de Benito Mussolini. 
Lawrence continuó trabajando en ficción, tanto en relatos breves como en una obra como El gallo escapado —también publicada como El hombre que murió—, un repaso inusual a la historia de la resurrección de Jesucristo.
A lo largo de estos últimos años, Lawrence revivió un viejo interés por la pintura con acuarela. 
El acoso oficial se hizo persistente y una exhibición de algunas de estas pinturas en la Warren Gallery de Londres fue confiscada por la policía británica a mediados de 1929, así como algunos de sus trabajos. Nueve de las pinturas de Lawrence permanecieron en exposición permanente en el hotel La Fonda, en Taos, desde poco antes de su fallecimiento. Fueron colgadas en una pequeña oficina detrás del escritorio frontal del hotel y expuestas al público.

### Muerte

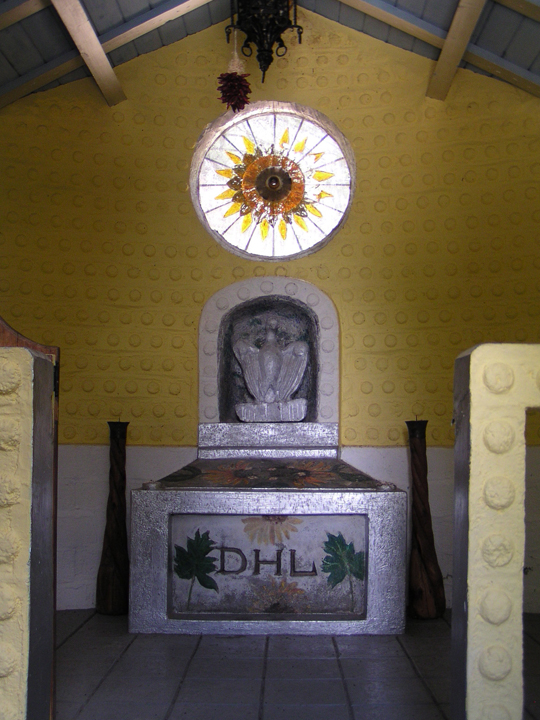
Tumba de D. H. Lawrence, en una capilla en las proximidades de Taos, Nuevo México.

Lawrence siguió escribiendo hasta poco antes de su muerte. En sus últimos meses compuso numerosas piezas poéticas, revisiones y ensayos, así como una contundente defensa de su última novela contra aquellos que buscaron su censura. Su último trabajo importante fue una reflexión sobre el libro de la revelación, el Apocalipsis. 
Tras haber recibido el alta del sanatorio, falleció en Villa Robermond, en Vence, Francia, debido a complicaciones por la tuberculosis. Frieda Weekley regresó al rancho de Taos y, más tarde, su tercer marido recogió las cenizas de Lawrence y las trasladó a una pequeña capilla en las inmediaciones de las montañas de Nuevo México.

### Sexualidad
Cuando escribió Mujeres enamoradas en Cornualles, entre 1916-17, Lawrence desarrolló una fuerte relación romántica con un granjero local llamado William Henry Hocking. Aunque no está del todo claro si su relación fue sexual, Frieda Weekley sí lo sostuvo. La fascinación de Lawrence por la temática de la homosexualidad también puede estar relacionada con su propia orientación sexual. Este tema también se manifiesta abiertamente en Mujeres enamoradas. De hecho, en una carta escrita en 1913, el autor expuso: «Me gustaría saber por qué casi todo hombre que se aproxima a la grandeza tiende a la homosexualidad, más allá de que lo admita o no». También se le cita diciendo: «Yo creo que lo más cerca que estuve del amor perfecto fue con un joven minero cuando tenía cerca de 16 años».
Su inclinación homosexual se ve reforzada por la creencia que siempre mantuvo de la eterna guerra entre hombres y mujeres. Para Lawrence, la mujer ejercía una influencia nada positiva sobre el hombre que conseguía destruir su personalidad y acaparar su libertad. Este aparente dominio sobre lo viril es lo que, según el autor, ponía en peligro la integridad del hombre y su masculinidad.

### Reputación póstuma
Los obituarios que siguieron a la muerte de Lawrence fueron, con la excepción destacada de E. M. Forster, indiferentes u hostiles. Sin embargo, también hubo quien contribuyó a un reconocimiento más favorable de la importancia de la vida del autor y su obra. Por ejemplo, su vieja amiga Catherine Carswell resumió su vida en una carta para el periódico Time and Tide, publicada el 16 de marzo de 1930, en la que respondía a las diversas críticas al escritor: 

Frente a las grandes desventajas iniciales y su siempre delicada vida, la pobreza en que se mantuvo durante las tres cuartas partes de su vida y la hostilidad que sobrevive a su muerte, él no hizo nada que realmente no quisiera hacer, y todo lo que más quiso hacer lo hizo. Viajó por todo el mundo, fue dueño de un rancho, vivió en los rincones más hermosos de Europa, y conoció a quien quería conocer y les dijo que estaban equivocados y que él estaba en lo correcto. Pintó e hizo cosas, y cantó, y cabalgó. Escribió alrededor de tres docenas de libros, de los cuales incluso la peor página baila con una vida que no podría confundirse con la de cualquier otro hombre, mientras que las mejores son reconocidas, incluso por aquellos que lo odian, como insuperables. Sin vicios, con muchas virtudes humanas, el marido de una mujer, escrupulosamente honesto, este estimable ciudadano aun así consiguió ser libre de los grilletes de la civilización y del no de las camarillas literarias. Se hubiera reído suavemente y maldecido vehemente al pasar por los solemnes búhos —cada uno secretamente encadenado por la pata— que ahora lo investigan. Le costó bastante hacer su trabajo y llevar su vida a pesar de ellos, pero lo hizo, y tiempo después de que sean olvidadas, la gente sensible e inocente —si queda alguna— volverá a las páginas de Lawrence y sabrá a partir de ellas qué tipo de hombre excepcional fue.

Aldous Huxley también defendió a Lawrence en su introducción a una colección de cartas publicada en 1932. Sin embargo, el defensor más influyente de la contribución de Lawrence a la literatura fue el crítico literario de Cambridge F. R. Leavis, que sostuvo que el autor había hecho una importante contribución a la tradición de la ficción inglesa. Leavis puso énfasis en que El arco iris, Mujeres enamoradas, y los relatos e historias breves fueron grandes obras de arte. Más tarde, el juicio por El amante de Lady Chatterley en 1960, y la consiguiente publicación del libro, reafirmó la popularidad y notoriedad de Lawrence por la gran acogida que tuvo, y su trabajo comenzó a ser incluido en muchas cátedras de literatura inglesa, tanto en los institutos como en la universidad.
Un buen número de críticas feministas, en especial Kate Millett, han cuestionado la política sexual de Lawrence, y este cuestionamiento ha dañado su reputación en algunos aspectos desde entonces. Por otro lado, Lawrence aún atrae a los lectores, y la futura publicación de una nueva edición académica de sus cartas y escritos demuestra el grado de interés por su obra y su persona.
El peso del chovinismo masculino tiende a presentar un cierto desequilibrio en relación con otros temas. El autor mantuvo ideas aparentemente contradictorias referentes al feminismo. La evidencia de su obra escrita muestra una abrumadora tendencia a representar mujeres fuertes, independientes y complejas. Produjo grandes trabajos en los que los personajes femeninos eran centrales. En una carta destinada a Huxley, el escritor declara que: 

No me preocupa demasiado lo que la mujer siente —en el uso ordinario del término— (...) Sólo me importa lo que la mujer es —lo que ella es— de forma inhumana, psicológica, material.

Por otro lado, se ha estudiado también la presencia del sadismo en la obra de Lawrence.

## Obra
Su obra refleja su oposición a una época marcada por las consecuencias de la industrialización, y luego por la Primera Guerra Mundial. Lawrence se opone mediante una exaltación del instinto sobre la razón, de la pasión sobre el intelecto, y de la espontaneidad frente al convencionalismo. Este pensamiento lo lleva a un retorno a lo primordial e instintivo, cuyo centro se halla en la vida sexual, concebida como única forma de conocimiento inmediato.
La descripción de la sexualidad de sus personajes es muy detallada y directa. Es uno de los aspectos más polémicos de su obra, y le ocasionó varios conflictos con la censura. Así, sus novelas El arco iris y El amante de Lady Chatterley, fueron prohibidas bajo la acusación de obscenas.
Sin embargo, los años 20 en Europa se destacaron por una progresiva liberación de las prácticas sexuales —sobre todo en las mujeres—, y con este cambio Lawrence se ganó la venia de algunos intelectuales liberales de la época, como lady Ottoline Morrell, Aldous Huxley o Bertrand Russell.
Otro aspecto destacable de la obra de Lawrence es la capacidad de dar vida a situaciones y personajes, y la profundidad psicológica con que aborda estos últimos.
Su producción literaria comprende novelas, historias cortas, volúmenes de poemas, libros de viajes y ensayos filosóficos y críticos, además de algunos dramas. También destaca el epistolario publicado por Aldous Huxley en 1932.

### Novelas
Lawrence es quizás más conocido por sus novelas Hijos y amantes (1913), El arco iris (1915), Mujeres enamoradas (1920) y El amante de Lady Chatterley (1928). Dentro de este marco, Lawrence explora las posibilidades de la vida y del vivir en un entorno industrial. Su interés se vuelca en la naturaleza de las relaciones que pueden tener lugar en dicho ambiente. Pese a que suele ser considerado como un realista, el sentido de sus personajes se puede comprender en relación con su filosofía. Su uso de la actividad sexual, si bien estaba mal visto en la época, tiene sus orígenes en su forma altamente personal de pensar y de ser. Cabe destacar que Lawrence demostraba interés en la conducta del contacto humano y es precisamente por ello que este interés en la intimidad física tiene sus raíces en la necesidad de restaurar un énfasis en nuestro cuerpo, y darle equilibrio y magnitud ante lo que él consideró un proceso lento de la civilización occidental que daba mayor importancia a lo racional.
Algunas de sus novelas más destacadas, como es el caso de Hijos y amantes, se consideran dentro del género del bildungsroman, un término alemán que significa "novela de desarrollo". Esta clasificación tiene su origen en que la trama o el tenor del argumento giran en torno a la vida de un personaje principal que va evolucionando conforme transcurre la novela. Un antecesor del género fue, en el caso de la producción literaria inglesa, Daniel Defoe, cuya obra, Moll Flanders, suele ser considerada una de las primeras novelas escritas en inglés. La melancolía, lo espiritual y el aprendizaje moral del héroe —o heroína— son temáticas todas ellas presentes en la novela de Lawrence. La contradicción y la situación personal de impotencia ante la vida son características que se pueden encontrar en sus personajes, como, por ejemplo, "Paul" —en Hijos y amantes—, prisionero de su propio sentimiento y de su condición de hombre. El conflicto de la relación hombre/mujer y la representación de lo femenino en contraposición a los valores masculinos, hacen que las novelas del autor planteen una serie de rasgos negativos y sensuales adjudicados a la figura femenina en casi todos sus aspectos: esposa, amante y madre. 
Asimismo, los valores religiosos y el tono autobiográfico de muchos de sus trabajos se ven marcados por su experiencia personal en época de guerra y censura. En este aspecto, Lawrence se rebeló contra la sociedad, quiso salir de ella, —de hecho llegó a exiliarse—, y llegó a considerarla como el infierno o el karma del ser humano. De este modo, sus novelas despiertan la curiosidad por lo erótico, lo instintivo y lo sexual, arraigado a la naturaleza innata del hombre como un animal más. Lawrence fue uno de los primeros novelistas de Occidente en adentrarse y abordar cuestiones consideradas tabú hasta entonces; es por ello que el sexo es uno de los giros principales de su narrativa.
El arco iris, criticada en su época, es la primera parte de una historia que culmina con la publicación de Mujeres enamoradas en 1920. En ella se percibe el realismo del siglo XIX, presente en la obra de T. S. Eliot y Thomas Hardy. Ambas introducen un panorama de una sociedad inglesa en transición, donde existe un movimiento abrupto del campo a la ciudad. "Ursula", la protagonista de la novela, es el prototipo de mujer moderna que busca un lugar en el mundo y que es, por tanto, atrevida y desafiante. El argumento, que gira en torno al redescubrimiento de la mujer, con tintes lésbicos, supone su ruptura con los conceptos tradicionales de castidad y matrimonio, motivo por el cual fue retirada del mercado si bien salió publicada.
Mujeres enamoradas, que continúa en la misma línea, se enfoca más en la contraposición que existe entre los deseos de las mujeres y las pretensiones de los hombres. La obra está ambientada en los Alpes, y "Ursula", acompañada de su hermana "Gudrun", son ahora mujeres independientes que mantienen relaciones con hombres de diversa condición, generalmente de clases sociales diferentes, lo que le permitió a Lawrence reflejar la situación contemporánea junto con las virtudes y defectos de la organización de aquel momento. El éxito matrimonial de "Ursula" y su esposo, "Rupert Birkin", recaería, pues, en el rechazo a lo moderno y lo civilizado, con todo lo que eso conllevaba. Se ha sugerido que Rupert y Úrsula son el retrato de Lawrence y su esposa Frieda, respectivamente.
Dos de sus otras novelas más reconocidas, Hijos y amantes y El amante de Lady Chatterley, también fueron censuradas en su día. En el caso de esta última, el argumento gira en torno a los defectos y porvenires de la vida moderna. "Constance Chatterley", la protagonista de esta obra en prosa, se enamora del criado de su marido. Sin embargo, su atracción es meramente sexual, ya que su esposo, "Clifford", es impotente y no puede satisfacer sus deseos carnales. En resumen, el sexo, el instinto y el rechazo a la lógica son patentes en esta novela. 
Hijos y amantes, que también parte de la experiencia del autor, lleva el plano sexual a nivel familiar. "Paul", el protagonista y alter ego de Lawrence, es prisionero, junto con su hermano "William", de los deseos de una madre posesiva y sobreprotectora, la señora "Morel". De este modo, Paul no consigue el amor verdadero hasta la muerte de su madre y su consiguiente libertad. Aun así, el personaje, que atraviesa un período de transición espiritual, tendrá problemas amorosos y varios desengaños en sus relaciones sexuales con mujeres. Lo poético y el simbolismo que deja entrever la novela se funden en un camino errático, lleno de dolor y sufrimiento.
Además de las novelas ya mencionadas, Lawrence compuso una serie de obras en prosa de menor relevancia, que se resumen a continuación:
- El pavo real blanco (1911): su primera novela en ser publicada.
- El orgullo es una forma de egoísmo (1927): novela surrealista.
- El muñeco del capitán (1921): novela corta.
- El zorro (1921): novela corta (publicada en español bajo el mismo título por Premià Editora, traducción de Óscar Vera l., Primera edición 1978, cuarta 1981).
- The Ladybird (1923) novela corta.
- La serpiente emplumada (1926): novela que escribe en su admiración de la civilización azteca, durante su estadía en México.
- La Virgen y el Gitano (1930).
- St. Mawr.

### Poesía
Pese a ser más conocido por sus novelas, Lawrence compuso cerca de ochocientos poemas, la mayoría de los cuales son relativamente cortos. Los primeros fueron escritos en 1904 y dos de ellos, Dreams Old y Dreams Nascent, fueron incluidos entre sus primeras publicaciones en The English Review. Su obra temprana lo posiciona en la escuela de los poetas georgianos, un grupo que se llamó así no solo en alusión al monarca, sino también debido a su conexión con los poetas románticos del periodo anterior, conocido como la época georgiana. En efecto, los poetas georgianos intentaban emular a sus predecesores. Lo que caracterizó al movimiento en su conjunto y a los poemas de Lawrence, fue el decoro con tropos y un lenguaje arcaico. Muchas de estas obras englobaban lo que John Ruskin denominó como "falacia patética", que es la tendencia de adjudicar emociones humanas a animales e incluso a objetos inanimados.
Era el costado de mi esposa
¡Lo toqué con mi mano, lo agarré con mi mano,
erigiéndose, del nuevo despertar desde la tumba!
Era el costado de mi esposa
con la que me casé años atrás
a cuyo lado me he recostado durante cerca de mil noches
y durante todo ese tiempo, ella era yo, ella era yo;
La toqué, fui yo quien tocó y fue tocado.
-- fragmento, Nuevo paraíso y Tierra (New Heaven and Earth)
Así como la Primera Guerra Mundial influyó en el trabajo de muchos de los poetas que presenciaron el servicio en las trincheras, la obra de Lawrence también sufrió un cambio brusco durante sus años en Cornualles. En esta época, escribió en verso libre bajo la influencia del escritor estadounidense Walt Whitman. Estableció su manifiesto, para lo que sería la mayor parte de su futura obra, en la introducción a Nuevos Poemas (New Poems). En palabras de Lawrence: 

Podemos deshacernos de los movimientos estereotípicos y de las viejas asociaciones trilladas del sonido y el sentido. Podemos romper con esos conductos y canales artificiales a través de los cuales queremos forzar nuestro enunciado. Podemos romper el cuello tieso del hábito (...). Pero no podemos prescribir de forma positiva ningún movimiento, ningún ritmo.

 Muchos de estos últimos trabajos tomaron la idea del verso libre a tal extremo que llegaron a carecer de rima y metro, de modo que en poco se diferenciaban de ideas breves o memorandos, que bien podrían haber sido escritos en prosa. 
Lawrence reescribió varias veces muchas de sus novelas para perfeccionarlas, del mismo modo que volvió a muchos de sus primeros poemas cuando éstos fueron coleccionados en 1928. Uno de los motivos por los cuales llevó a cabo esta empresa fue para darles un toque de ficción, pero también para quitar algunos de los artífices de sus obras más tempranas. Así dejaría constancia el autor: 

Un hombre joven tiene miedo de su demonio y a veces pone su mano sobre la boca del demonio y habla por él.

 Sus poemas más conocidos son probablemente aquellos que tratan con la naturaleza, como los de Aves, Bestias y flores, y Tortugas (1923) (Birds, Beasts and Flowers and Tortoises), escritos durante su permanencia en el sudeste de los Estados Unidos. Serpiente (Snake), uno de los que suelen estar incluidos en las antologías, refleja algunas de sus preocupaciones más frecuentes como, por ejemplo, el distanciamiento del hombre moderno respecto a la naturaleza y algunos ápices de temas religiosos.
En la profunda, e inusualmente perfumada sombra del gran algarrobo oscuro
bajé los escalones con mi jarra
y debí esperar, debí detenerme y esperar, porque ahí estaba él en el abrevadero ante mí.
-- fragmento, Serpiente
¡Mira! Hemos cruzado hasta aquí (1917) es otra de las obras que compuso al término de la guerra y revela otro elemento importante, común en muchos de sus trabajos: su inclinación a desnudarse en sus escritos. Si bien Lawrence puede ser considerado como un escritor de poemas amorosos, el aspecto que resalta de este sentimiento es precisamente el menos frecuente, como la frustración o el mismo acto sexual. Ezra Pound, en sus Literary Essays, pone de manifiesto el interés de Lawrence en sus propias "sensaciones desagradables", pero al mismo tiempo lo elogia por su "narrativa de los bajos fondos". Esta es una referencia al dialecto de Lawrence similar al de los poemas escoceses de Robert Burns, en los que el autor reflejó el idioma y las preocupaciones del pueblo de Nottinghamshire desde su juventud.
Pound fue uno de los mayores, sino el mayor, exponente de la poesía modernista y, aunque los poemas de Lawrence posteriores a la era georgiana siguen este modelo, solían diferenciarse bastante respecto a los de otros autores contemporáneos. Las obras modernistas eran, por lo general, austeras, y cada palabra estaba muy trabajada y lograda. Lawrence sentía que todos los poemas debían enseñar los sentimientos personales y que la espontaneidad era de vital importancia para cada obra. Le dio el nombre de Pensamientos (Pansies) a una de sus colecciones de poemas, en parte por la naturaleza efímera del verso pero también como una paranomasia de la palabra francesa panser, que significa "vendar o cubrir una herida". De hecho, "sus heridas" aún necesitarían cerrarse, pues la recepción que normalmente tuvo en Inglaterra con El noble inglés y No me mires, provocó que las retirara de la versión oficial de Pensamientos, ya que se le calificaba de obsceno. Pese a haber vivido sus últimos diez años en el extranjero, sus pensamientos aún estaban en Inglaterra. Su última obra, Ortigas (Nettles), publicada en 1930, once días después de su muerte, representó una crítica y un ataque a la moral inglesa.
Ah, los perros añejos que fingen proteger
la moral de las masas,
cuán apestoso dejan el patio trasero
orinando a todo el que pasa.
-- fragmento, El joven y sus guardianes morales
Dos manuscritos de versos de Lawrence fueron publicados de forma póstuma con el título de Últimos poemas y Más pensamientos. Otro compendio de obras líricas es el de Poemas de amor y otros poemas, publicado hacia 1913. 
Finalmente, Esteban Pujals en su Historia de la literatura inglesa (1984) destaca una serie de poemas del autor, incluidos en los volúmenes de Collected Poems (1932) y Last Poems (1933). Según Pujals, entre las piezas más representativas de la poesía del autor se encuentran Figs (Higos), Grapes (Uvas), Almond Flowers (Almendras en flor), The Hostile Sun (El sol hostil), In a Spanish Tram Car (En un tranvía español) y The Food of the North (Manjares del Norte). El autor también sostiene que la trayectoria de Lawrence como poeta se vio injustamente eclipsada por su reconocimiento como novelista.

### Relatos y libros de viajes
Además de ser un reconocido novelista y poeta, Lawrence también escribió una serie de vivencias personales en prosa, la mayor parte de las cuales tuvieron lugar durante su exilio en el extranjero. Así, por ejemplo, sus relatos, a diferencia de las demás obras, tratan exclusivamente de parajes exóticos y de un acervo cultural que distaba mucho del de la sociedad británica de su tiempo.
Dentro de los más reconocidos, El oficial prusiano y otras historias muestra un panorama de las inquietudes de Lawrence, así como su actitud hacia la Primera Guerra Mundial. Su volumen estadounidense La mujer que se marchó y otras historias desarrolla la temática del liderazgo, idea que también exploran tres de sus obras Canguro, La serpiente emplumada y Fanny y Annie. La temática de lo internacional y el gusto por lo inusual caracterizan esta etapa de la creación literaria de Lawrence, donde revive un género en desuso desde la época isabelina. No obstante, esta práctica lo aproxima a su contemporáneo, el autor estadounidense Henry James, quien siguió de cerca el tema del ciudadano del mundo.
El escritor, como observador pasivo en un mundo muy distinto al suyo, trasladó esas vicisitudes a obras como Canguro (1923), ambientada en su experiencia como viajero en Australia, El mar y Cerdeña (1921), que resume su estancia en Italia antes y durante el estallido de la Guerra Mundial, y La serpiente emplumada, que, aunque es una novela, está basada en sus días en México. Por último, La vara de Aarón (1922) destaca por la presencia de elementos característicos de la filosofía de Friedrich Nietzsche. Otros relatos y libros de viajes incluyen La niña perdida (1920) y El trasgresor (1912), que cuestiona las normas y costumbres de la época.

### Crítica literaria
La crítica que hace Lawrence a otros autores a menudo proporciona una perspectiva de su forma de pensar y de escribir. En este sentido, destaca su Estudio de Thomas Hardy y otros ensayos y Estudios en literatura clásica estadounidense. En esta última, Lawrence responde a Walt Whitman, Herman Melville y Edgar Allan Poe, lo cual deja entrever la naturaleza del propio autor.

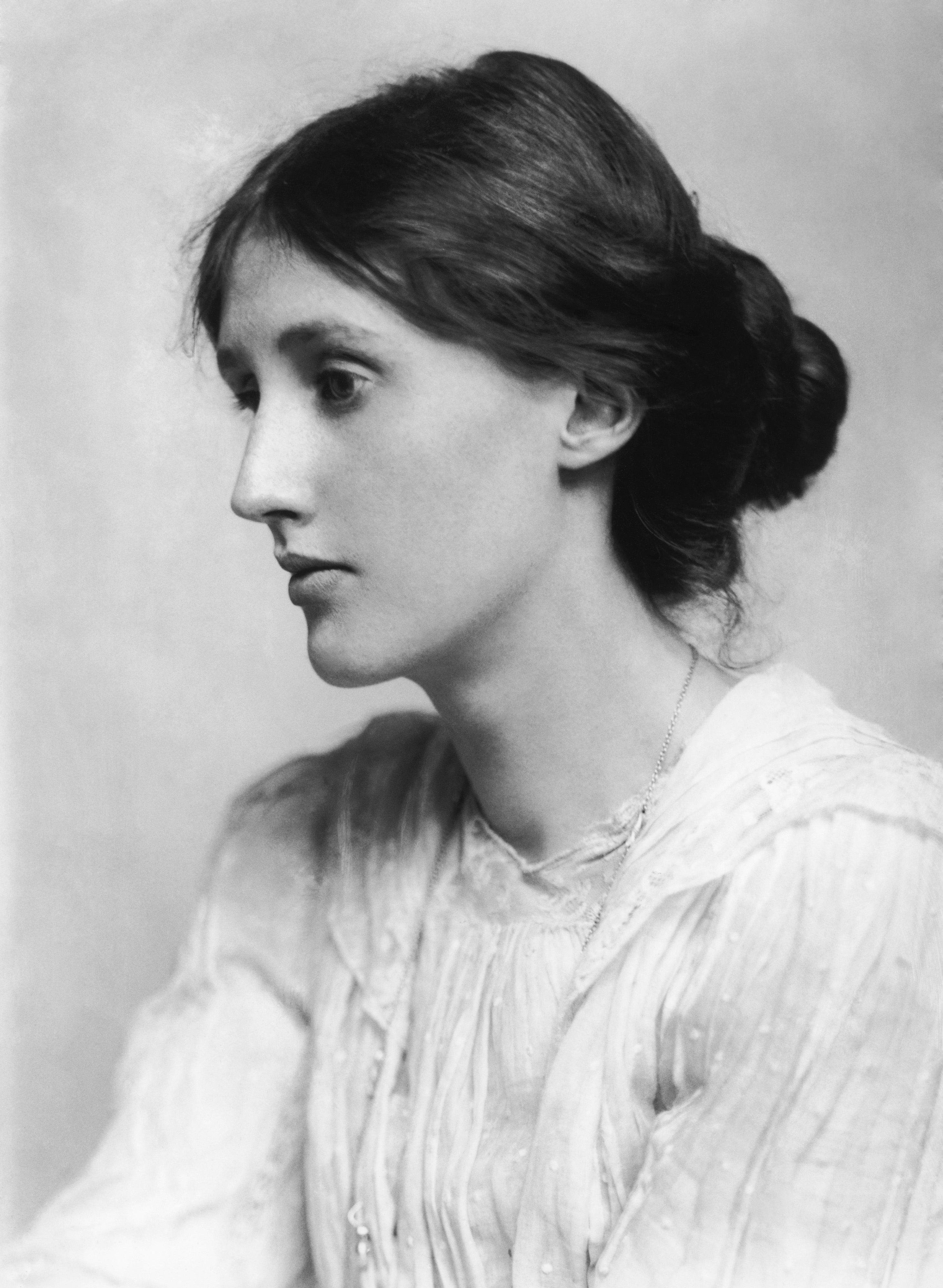
Virginia Woolf encabezó la lista de las autoras feministas que arremetieron con dureza contra D. H. Lawrence, acusándolo en algunas ocasiones de misoginia.

Respecto a la crítica que otros autores han hecho de Lawrence, cabría destacar la feminista. Virginia Woolf, contemporánea del autor, puso de relieve el aparente ataque de Lawrence a la figura de la mujer en muchas de sus obras. Según Woolf, se saca a relucir una faceta negativa del sexo femenino, de modo que se presenta a una mujer acaparadora, superficial e infiel a sus votos matrimoniales. Un ejemplo es el de El amante de Lady Chatterley, donde la protagonista, como adelanta el título, tiene una relación con un caballero que no es su marido. Esta temática se retoma en Hijos y amantes, donde los niños son prisioneros de su madre, que los oprime, los absorbe y los protege hasta un extremo que resulta poco menos que desagradable, ya que recién a su muerte, uno de sus hijos, el que aún no ha fallecido, consigue rehacer su vida al lado de otra mujer. Lo irónico radica en que la ausencia de la figura maternal causa un revés en el argumento, al mismo tiempo que adelanta el comienzo de una nueva etapa de libertad para el protagonista. Sin embargo, el que su madre haya muerto genera en él sentimientos opuestos, pues incluso cuando gana libertad es incapaz de sobrevivir sin el calor de su progenitora.
Algunos autores han coincidido en señalar que la interpretación de la mujer en las obras de Lawrence gira en torno a la figura de su madre y es, por lo tanto, biográfica. Otros incluso han llegado más lejos al asegurar que el aparente desprecio o desapego de Lawrence hacia el sexo opuesto se debería en parte a su presunta homosexualidad, ya que en vida hubo rumores de relaciones sentimentales con ciertos allegados de su misma condición. Lo cierto es que existe un acuerdo general en afirmar que sus obras guardan un profundo y variado entramado personal, donde se reflejan las relaciones de clase, la opresión de las clases obreras, la explotación del proletariado - su propio padre era minero -, la dejadez del ser humano, el vicio, la corrupción, la censura, la opresión y la superficialidad del emergente sistema capitalista. Las relaciones familiares también se encuentran en entredicho, pues de pequeño fue testigo directo de los problemas de su padre con el alcohol y de los conflictos de aquel con su madre, de una clase social superior y con un nivel de educación más alto, ya que, como Lawrence afirma en reiteradas ocasiones, "su [mi] padre era analfabeto". Como resultado, y por el creciente apego que Lawrence sentía por su madre, a quien tampoco dejó indiferente en cuanto a las críticas, el autor retrató a su padre como una "bestia", carente de razón, como el típico prototipo de hombre machista, inculto, violento y retrógrado que la aristocracia trataba como a poco más que un animal, expuesto a los peligros de un arriesgado trabajo que le aportaba tan solo los medios necesarios para subsistir y mantener a su familia. Existe también evidencia de que Lawrence llegó a reconocer, más adelante en su vida, que fue quizás un tanto injusto con la descripción de su padre, a lo que también añadió que hubo cierto sesgo por parte de su madre.
La última etapa de su carrera como escritor se caracterizó por el exilio en el extranjero, por las reiteradas amenazas por parte de su propio gobierno, que primero sospechó de su lealtad como ciudadano, al ser acusado junto con su esposa, Frieda Weekley, de espía de los alemanes, y luego censuró parte de su producción artística y literaria, viéndose obligado a emprender un peregrinaje por el mundo, en un intento por buscar la libertad, la paz y el conocimiento cultural que su país no supo darle. Es precisamente por ello que algunos de sus libros de viajes hablan de paisajes y entornos exóticos, producto de su experiencia en Italia, Francia, Australia, México, Estados Unidos y otros países alrededor del globo. Esta moda, más propia de la era isabelina, con los viajes de conquista europeos, vuelve a ver la luz con Lawrence, que no solo describe civilizaciones diferentes, sino que también aprovecha su propia lejanía para criticar al gobierno británico y a su forma de vida.

### Filosofía
Lawrence continuó desarrollando su filosofía a lo largo de casi toda su vida, y muchos de sus supuestos filosóficos se verían reflejados en la contracultura de los años 1960. Su introducción impresa a Hijos y amantes estableció la dualidad común a la mayor parte de su ficción y tomó como referencia la Trinidad cristiana. Según palabras de Lawrence: "Primero que nada soy un hombre religioso...mis novelas deben ser escritas desde la profundidad de mi experiencia religiosa". Con el progreso de su filosofía, el autor pasa de analogías cristianas al misticismo, el budismo y la teología pagana. En algunos aspectos, Lawrence fue precursor del creciente interés por el ocultismo que tuvo lugar en el siglo XX, pese a que él mismo se identificó como cristiano.
La ideología del autor le llevó a confiar en el arte como medio autónomo de expresión y que por sí mismo tenía valor. Fiel opositor del realismo material, Lawrence mostró su rechazo a la escuela realista francesa, pero creía en un realismo con base espiritual, algo que la novela rusa le supo dar:

[...] no creo que deba menospreciar a los rusos. Han significado mucho para mí; Turgénev, Tolstói, Dostoyesvski, me han influido más que nadie, y a ellos considero como los escritores más grandes de todos los tiempos.

Lawrence, al igual que Thomas Hardy, concebía al hombre en unidad con la naturaleza, pero su mayor preocupación, a diferencia de la de este último, era la industria y la sociedad urbana y el efecto que ambas ejercían sobre el ser humano. Esta particular concepción del hombre como un elemento más del sistema es lo que precisamente le lleva a cuestionar al racionalismo, en detrimento de una perspectiva hedonista en la que el instinto juega un papel preponderante. En otras palabras, la "consciencia sanguínea" es lo que le llevó a afirmar que "la mente puede equivocarse pero lo que la sangre siente, cree, y dice, siempre es verdadero".
El inconsciente, lo surrealista y lo efímero también son recurrentes en la obra de Lawrence. Como buen entendedor de la obra de Sigmund Freud que era, retrató la batalla del hombre contra la autoridad y las imposiciones de la civilización. Pese a que el escritor no era defensor del canibalismo ni del estado primitivo, sí sostenía que el hombre tenía un pasado inmaculado que había sido "corrompido" por el pecado y que, por tanto, su degradación ulterior se debía en mayor parte a la tentación que sintió una vez por la mujer, Eva. Esta forma de pensar se traduce en su concepción de la feminidad como un ente negativo y dominante que anula la voluntad de los hombres. De ahí parten muchos de los rasgos de sus personajes femeninos, como la Sra. Morel en Hijos y amantes.

### Pintura
D. H. Lawrence también pintó una serie de obras eróticas. Fueron exhibidas en la Galería de Dorothy Warren en el Mayfair de Londres en 1929. Esta exhibición, que fue polémica en su tiempo y causó estupor entre los visitantes, incluyó Una historia de Boccaccio, Primavera y Pelea con una Amazonas. El Daily Express informó que el cuadro Pelea con una Amazonas «presenta a un hombre horrible y barbudo sosteniendo a una mujer rubia en una postura lasciva mientras los lobos babean expectantes, lo que es francamente indecente».
La censura marcó la mayor parte de la producción artística de Lawrence. Según la crítica posterior, y en concreto, la manifestada en el periódico británico The Guardian, se considera que la represión a comienzos del siglo XX tenía reminiscencias del periodo isabelino, es decir, el que marcó en buena parte la vida y obra del dramaturgo William Shakespeare, entre otros autores contemporáneos de igual renombre. Sabido es que una de sus obras más conocidas, El amante de Lady Chatterley, fue censurada y retirada del mercado en el periodo de entreguerras. No es extraño, pues, que sus trabajos fueran muy influyentes durante los años 1960, cuando diversos sindicatos y grupos revolucionarios velaban por una contracultura en desacuerdo con la escasez en la libertad de prensa en esos días. Uno de estos movimientos fue el que en Estados Unidos se conoció como hippie.
Como pintor, Lawrence no destacó demasiado, no solo por la relativa sencillez —y pobreza— de sus obras, sino también porque el repertorio no fue tan amplio, quizás a causa de la censura que en esos días recibían sus pensamientos. Las formas inacabadas, la falta de límites precisos, las figuras amorfas, el mal manejo de los colores y el paisaje hedonista que describía el autor, le valieron numerosos críticos y enemigos. El sexo cobra nuevamente intensidad en el plano plástico, pero esta vez es llevado a un extremo natural, con reminiscencias bíblicas, pero lleno de imágenes paganas y, hasta cierto punto, obscenas y promiscuas, por lo que la censura de la Iglesia y del Estado fue inminente en su tiempo. Por estos y por otros motivos, Lawrence nunca se consideró a sí mismo como un artista de talento, algo de lo que deja constancia en su ensayo Introduction to These Paintings, publicado en 1929.

## Adaptaciones al cine
Décadas después de la muerte del escritor, sus obras comenzaron a ser llevadas a la pantalla. Las primeras fueron versiones suavizadas tanto moral como eróticamente y resultaron un fracaso de crítica y público: El amante de Lady Chatterley, estrenada en los cines franceses en 1955 es un buen ejemplo. La siguiente película importante data de 1960 y es una adaptación más lograda, en cuanto que refleja la intención crítica del autor con bastante más empeño y eficacia dramática: Hijos y amantes (Son and lovers, Jack Cardiff). 
A finales de los años 60, con la mayor permisividad social y artística que promueven los movimientos sociales frente al capitalismo, la revolución sexual, etc., el cine europeo se suma con diversas tendencias, entre las que sobresale una célebre película de Ken Russell que devuelve la obra del escritor a la actualidad. Se trata de Mujeres enamoradas (Women in love, 1969, donde se plasman algunas de las obsesiones del autor que enlazan con la ética y estética del director de la cinta, considerado uno de los enfant terrible del cine británico del momento. El gran éxito crítico-comercial del filme —Oscar para Glenda Jackson como mejor actriz, consagración para los actores Oliver Reed y Alan Bates—, no se traduce sin embargo en ningún aluvión de adaptaciones del escritor. Solo un título sigue a este: La virgen y el gitano (1970, Christopher Miles), y pasa totalmente desapercibida en su estreno en todo el mundo pese a las buenas intenciones del director y a las interpretaciones de Franco Nero y Joanna Shimkus, quizá porque no posee ningún morbo o erotismo explícito.
En 1975 se estrena en Gran Bretaña una película basada en un relato del escritor: La zorra (Mark Rydell), donde se aborda una relación entre dos mujeres y la tensión que provoca en la comunidad que las rodea.
En 1981 se estrenó El amante de Lady Chatterley, dirigida por Just Jaeckin y protagonizada por Sylvia Kristel —director y la actriz de la famosa cinta erótica de 1974 Emmanuelle—.

### En inglés
- Biografía de la Literary Encyclopedia
- Biografía detallada, cronología y otras fuentes en la Universidad de Nottingham
- Obras de D H Lawrence en Proyecto Gutenberg Australia
- Archivo de poesía: 150 poemas de D. H. Lawrence

- Datos: Q34970
- Multimedia: D. H. Lawrence / Q34970
- Citas célebres: D. H. Lawrence